# ISO 3166-2:ID
ISO 3166-2 – données pour l’Indonésie.

## Premier niveau

Unités géographiques de l'Indonésie selon l'ISO 3166-2:ID
ID-SM
ID-JW
ID-KA
ID-NU
ID-SL
ID-ML
ID-PP

Le pays compte 7 unités géographiques
| Code ISO 3166-2 | Unité géographique | Unité géographique          |
| Code ISO 3166-2 | Nom indonésien     | Nom français (non officiel) |
| --------------- | ------------------ | --------------------------- |
| PP              | Papua              | Papouasie                   |
| JW              | Jawa               | Java                        |
| KA              | Kalimantan         | Kalimantan                  |
| ML              | Maluku             | Moluques                    |
| NU              | Nusa Tenggara      | Petites îles de la Sonde    |
| SL              | Sulawesi           | Célèbes                     |
| SM              | Sumatera           | Sumatra                     |

## Deuxième niveau
Le pays compte 36 provinces (id : provinsi), 1 région spéciale (id : daerah istimewa) et un district de la capitale (id : daerah khusus ibukota)
Subdivisions spéciales
| Code ISO 3166-2 | Région spéciale           | Région spéciale             | Unité géographique |
| Code ISO 3166-2 | Nom indonésien ou anglais | Nom français (non officiel) | Unité géographique |
| --------------- | ------------------------- | --------------------------- | ------------------ |
| ID-JK           | Jakarta Raya              | Jakarta                     | JW                 |
| ID-YO           | Yogyakarta                | Yogyakarta                  | JW                 |

Provinces
| Code ISO 3166-2 | Province autonome         | Province autonome                     | Unité géographique |
| Code ISO 3166-2 | Nom indonésien ou anglais | Nom français (non officiel)           | Unité géographique |
| --------------- | ------------------------- | ------------------------------------- | ------------------ |
| ID-AC           | Aceh                      | Aceh                                  | SM                 |
| ID-BA           | Bali                      | Bali                                  | NU                 |
| ID-BB           | Kepulauan Bangka Belitung | Îles Bangka Belitung                  | SM                 |
| ID-BE           | Bengkulu                  | Bengkulu                              | SM                 |
| ID-BT           | Banten                    | Banten                                | JW                 |
| ID-GO           | Gorontalo                 | Gorontalo                             | SL                 |
| ID-JA           | Jambi                     | Jambi                                 | SM                 |
| ID-JB           | Jawa Barat                | Java occidental                       | JW                 |
| ID-JI           | Jawa Timur                | Java oriental                         | JW                 |
| ID-JT           | Jawa Tengah               | Java central                          | JW                 |
| ID-KB           | Kalimantan Barat          | Kalimantan occidental                 | KA                 |
| ID-KI           | Kalimantan Timur          | Kalimantan oriental                   | KA                 |
| ID-KR           | Kepulauan Riau            | Îles Riau                             | SM                 |
| ID-KS           | Kalimantan Selatan        | Kalimantan du Sud                     | KA                 |
| ID-KT           | Kalimantan Tengah         | Kalimantan central                    | KA                 |
| ID-KU           | Kalimantan Utara          | Kalimantan du Nord                    | KA                 |
| ID-LA           | Lampung                   | Lampung                               | SM                 |
| ID-MA           | Maluku                    | Moluques                              | ML                 |
| ID-MU           | Maluku Utara              | Moluques du Nord                      | ML                 |
| ID-NB           | Nusa Tenggara Barat       | Petites îles de la Sonde occidentales | NU                 |
| ID-NT           | Nusa Tenggara Timur       | Petites îles de la Sonde orientales   | NU                 |
| ID-PA           | Papua                     | Papouasie                             | IJ                 |
| ID-PB           | Papua Barat               | Papouasie occidentale                 | IJ                 |
| ID-PD           | Papua Barat Daya          | Papouasie du Sud-Ouest                | IJ                 |
| ID-PE           | Papua Pengunungan         | Papouasie des hautes terres           | IJ                 |
| ID-PS           | Papua Selatan             | Papouasie méridionale                 | IJ                 |
| ID-PT           | Papua Tengah              | Papouasie centrale                    | IJ                 |
| ID-RI           | Riau                      | Riau                                  | SM                 |
| ID-SA           | Sulawesi Utara            | Célèbes du Nord                       | SL                 |
| ID-SB           | Sumatera Barat            | Sumatra occidental                    | SM                 |
| ID-SG           | Sulawesi Tenggara         | Célèbes du Sud-Est                    | SL                 |
| ID-SN           | Sulawesi Selatan          | Célèbes du Sud                        | SL                 |
| ID-SR           | Sulawesi Barat            | Célèbes occidental                    | SL                 |
| ID-SS           | Sumatera Selatan          | Sumatra du Sud                        | SM                 |
| ID-ST           | Sulawesi Tengah           | Célèbes central                       | SL                 |
| ID-SU           | Sumatera Utara            | Sumatra du Nord                       | SM                 |

## Mise à jour
- ISO 3166-2:2002-05-21 bulletin d’information n° I-2
- ISO 3166-2:2002-12-10 bulletin d’information n° I-4
- ISO 3166-2:2004-03-08 bulletin d’information n° I-6
- ISO 3166-2:2005-09-13 bulletin d’information n° I-7
- ISO 3166-2:2010-02-03 corrigé bulletin d’information n° II-1 : Ajout du préfixe au premier niveau, reprise de l’ordre alphabétique au premier niveau et mise à jour administrative du second niveau
- ISO 3166-2:2011-12-13 corrigé bulletin d’information n° II-3 : Suppression de codet doublon
- 2014-10-30  : Ajout de la province ID-KU; changement de code pour Papua anciennement ID-IJ; mise à jour de la Liste Source
- 2015-11-27 : Mise à jour de la Liste Source
- 2016-11-15 : Ajout d’une variation locale pour ID-JK, ID-YO; modification de l'orthographe de ID-BB; mise à jour de la Liste Source
- 2017-11-23 : Modification de l'orthographe du nom de catégorie en eng/fra remplacer district spécial par district de la capitale (ID-JK); modification du nom de catégorie remplacer province autonome par province pour ID-AC; suppression de la catégorie autonomous province (eng) / province autonome (fra) / nanggroe (ind); mise à jour de la Liste Source
- 2020-11-24 : Correction du Code Source
- 2022-11-29 : Ajout des provinces ID-PE, ID-PS et ID-PT; Mise à jour de la Liste Source
- 2023-11-23 : Ajout d'une province ID-PD; Mise à jour de la Liste Source